# Troldurt
Troldurt (Pedicularis) er en slægt med ca. 600 arter, der er udbredt på hele den Nordlige halvkugle. Det er for de fleste arters vedkommende flerårige urteagtige planter, men enårige og (sjældent) toårige arter findes også. Alle er de halvsnyltere, som udsuger værtplanterne for vand og næringssalte gennem haustorier på deres rødder. Bladene er spredstillede, modsatte eller kransstillede. De laveste blade er ofte langstilkede, mens de øverste er mere eller mindre ustilkede. Bladpladen er fjerfliget eller fjersnitdelt med hel eller tandet rand. Blomsterne er enten endestillede i en samlet stand, eller også sidder de få sammen i bladhjørnerne. De enkelte blomster er 5-tallige og uregelmæssige (kun én symmetriakse) og danner to tydelige læber med de purpurrøde, røde, gule eller hvide kronblade. Frugterne er kapsler med mange frø.
| Arter med danske navne |

- Hovedtroldurt (Pedicularis capitata)
- Brandtroldurt (Pedicularis flammea)
- Snabeltroldurt (Pedicularis groenlandica)
- Labradortroldurt (Pedicularis labradorica)
- Uldhåret troldurt (Pedicularis lanata)
- Engtroldurt (Pedicularis palustris)
- Kongescepter (Pedicularis sceptrum-carolinum)
- Mosetroldurt (Pedicularis sylvatica)

| Andre arter |

| - Pedicularis attollens - Pedicularis bicornuta - Pedicularis bracteosa - Pedicularis canadensis - Pedicularis centranthera - Pedicularis chamissonis - Pedicularis clarkei - Pedicularis comosa - Pedicularis crenulata - Pedicularis densiflora - Pedicularis dolichorrhiza - Pedicularis flava - Pedicularis flexuosa | - Pedicularis foliosa - Pedicularis furbishiae - Pedicularis gracilis - Pedicularis integrifolia - Pedicularis kusnetzovii - Pedicularis lachnoglossa - Pedicularis langsdorffii - Pedicularis longiflora - Pedicularis megalantha - Pedicularis mollis - Pedicularis myriophylla - Pedicularis pectinata - Pedicularis procera | - Pedicularis racemosa - Pedicularis resupinata - Pedicularis rhodotricha - Pedicularis roylei - Pedicularis schizorrhyncha - Pedicularis siphonantha - Pedicularis sudetica - Pedicularis trichoglossa - Pedicularis tuberosa - Pedicularis uliginosa - Pedicularis verticillata |